# 8046 Адзікі
8046 Адзікі (8046 Ajiki) — астероїд головного поясу, відкритий 25 січня 1995 року.
Тіссеранів параметр щодо Юпітера — 3,406.